# Loxsomataceae
Loxsomataceae är en familj av ormbunkar. Loxsomataceae ingår i ordningen Cyatheales, klassen Polypodiopsida, fylumet kärlväxter och riket Plantae. Enligt Catalogue of Life omfattar familjen Loxsomataceae 2 arter.
Kladogram enligt Catalogue of Life:
| Loxsomataceae | \| \| Loxsoma \| \| \| \| \| \| Loxsomopsis \| \| \| \| |
|               | \| \| Loxsoma \| \| \| \| \| \| Loxsomopsis \| \| \| \| |
|               | Cibotiaceae                                             |
|               |                                                         |
|               | Culcitaceae                                             |
|               |                                                         |
|               | Cyatheaceae                                             |
|               |                                                         |
|               | Dicksoniaceae                                           |
|               |                                                         |
|               | Metaxyaceae                                             |
|               |                                                         |
|               | Plagiogyriaceae                                         |
|               |                                                         |
|               | Thyrsopteridaceae                                       |
|               |                                                         |
|               | Loxsoma                                                 |
|               |                                                         |
|               | Loxsomopsis                                             |
|               |                                                         |

|  | Loxsoma     |
|  |             |
|  | Loxsomopsis |
|  |             |